# Richard Tardy
Richard Tardy (Saint-Chamas, 29 luglio 1950) è un allenatore di calcio francese.

## Carriera

### Allenatore
Nel 1996 è vice di Gérard Houllier nella Francia Under-19; tra il 1980 ed il 1987 lavora per la federazione francese, come membro dello staff tecnico di tutte le nazionali tra l'Under-17 e l'Under-20. Dal 26 ottobre 2001 al 7 febbraio 2002 ha allenato l'Arīs Salonicco, club della prima divisione greca; dal 2002 al 2003 è stato commissario tecnico della nazionale libanese. Al termine di questo incarico, nella stagione 2003-2004 ha allenato in Costa d'Avorio all'Africa Sports, club della prima divisione locale. Ha poi allenato per una stagione (la 2005-2006) l'Al-Wahda, club della prima divisione degli Emirati Arabi Uniti, con il quale ha conquistato un secondo posto in campionato ed ha perso la finale della UAE Federation Cup; l'anno seguente allena l'Olympique Safi, club della prima divisione marocchina. Dal luglio all'ottobre del 2007 ha allenato l'Umm-Salal, in Qatar; dal 19 dicembre 2007 al termine della stagione 2007-2008 è invece stato tecnico dell'Al-Wakrah, sempre nel medesimo campionato.
Nella stagione 2008-2009 ha allenato l'Ol. Khouribga, club della prima divisione marocchina, con cui ha terminato il campionato conquistando un quinto posto in classifica.
In seguito, nel luglio del 2010 è diventato commissario tecnico della nazionale Under-17 del Ruanda, con cui ha conquistato un secondo posto nel Campionato africano di calcio Under-17 2011, con conseguente qualificazione al Campionato mondiale di calcio Under-17 2011, nel quale la sua squadra è stata eliminata nella fase a gironi della manifestazione.
Nelle prime cinque partite di campionato della stagione 2014-2015 ha guidato l'Ansar, club della prima divisione libanese. Nel 2016 e nel 2017 ha ricoperto in due diverse occasioni (durate rispettivamente una e quattro partite) il ruolo di allenatore ad interim degli Young Lions, club della prima divisione di Singapore, per il quale lavora dal 2015 come responsabile del settore giovanile.